# Samurai Shodown
Samurai Shodown, znana również jako Samurai Spirits (jap. サムライスピリッツ Samurai Supirittsu) – japońska, dwuwymiarowa bijatyka 1 na 1 wydana w 1993 roku i stworzona przez SNK. Jest to pierwsza gra z serii Samurai Shodown – gra osadzona jest pod koniec epoki samurajów. Pojawiła się pierwotnie na automaty Neo Geo, została później przeniesiona na wiele konsol, trafiła też do zbioru Samurai Shodown Anthology na Wii, PS2 PSP.

## Fabuła
Fabuła pierwszej części skupia się na walce głównych postaci w różnych zakątkach świata, zaś głównym „złym” jest czarodziej Amakusa.
W podstawowej wersji gry było dostępnych 12 postaci:
- Haohmaru
- Galford
- Hattori Hanzo
- Tam Tam
- Ukyo
- Kyoshiro
- Charlotte
- Wan-Fu
- Gen-an
- Nakoruru
- Jubei
- Earthquake

Wybór postaci różnił się w zależności od wersji - np. w wersji na konsole domowe zabrakło Earthquake'a - jego postać była zbyt duża do przeniesienia).

## Rozgrywka
Gra jest bijatyką, bazującą na walce bronią - postacie walczą ze sobą, aż którejś skończy się pasek życia Każda z postaci, czy to samuraj, czy ninja, wyposażona jest w broń - przeróżne miecze, szpadę, kusarigamę, czy naręczne szpony. Każdy bohater ma też własne ruchy specjalne. Ze względu na wykorzystanie broni, w grze czasem pojawia się krew, możliwe jest też brutalne wykończenie przeciwnika. Istnieje też możliwość pozbawienia przeciwnika broni, przez co ten będzie musiał walczyć wręcz. Na dole ekranu znajduje się pasek POW - kiedy zostanie wypełniony, postać staje się czerwona, a jej ataki są silniejsze.